# IRAS 17163-3907
IRAS 17163-3907 è una stella ipergigante gialla visibile nella costellazione dello Scorpione.

## Scoperta e osservazione
IRAS 17163-3907 rientra nelle 30 stelle più luminose all'infrarosso. Tuttavia, è molto debole ad occhio nudo e per questo, era stata in precedenza trascurata. Fu scoperta nel 1976 da Karl Henize durante un rilevamento di stelle nei cieli del sud tramite emissione spettrale. Le informazioni che si hanno sulla stella provengono in gran parte grazie alle osservazioni effettuate presso il Very Large Telescope dell'ESO alla lunghezza d'onda di 12 micron, tramite il VISIR (VLT Imager and Spectrometer for mid Infrared). Il Professor Albert Zijlstra, dell'Università di Manchester, ha riferito che "è strano come una stella così luminosa all'infrarosso sia passata inosservata", dal momento che è vicina alla sua "esplosione finale di supernova".

## Caratteristiche
Tramite uno studio della stella si sa che la sua temperatura rientra nell'intervallo tra i 7500 K e i 10000 K. Le sue dimensioni sono tali che se si trovasse al centro del Sistema Solare la sua superficie rasenterebbe l'orbita di Giove.
Essendo un'ipergigante gialla, comunque, IRAS 17163-3907 si trova ancora in una fase attiva, motivo per il quale la stella ha espulso circa 4 masse solari in poche centinaia di anni. La massa espulsa va a costituire la peculiarità di IRAS 17163-3907, ovvero le due nubi che la circondano. Queste ultime, infatti, sono caratterizzata da una forma quasi perfettamente sferica che agli scienziati ha ricordato quella di un uovo fritto (da cui il nome). A quanto pare le due nubi sono ricche di ossigeno e la loro massa è uguale a circa quattro volte quella del Sole. Il tempo che è passato tra l'espulsione della prima e della seconda nube è approssimativamente di 400 anni.
Nonostante non sia possibile affermarlo con certezza, sembra probabile che attorno alla stella possano esserci una nube più interna, impossibile da rilevare nell'unica immagine a disposizione, e eventuali nubi più esterne che non rientrano nel campo visivo del VISIR.
Le osservazioni fanno pensare che la stella andrà incontro ad un'esplosione che la porterà a diventare una delle prossime supernove.